# Кочеткова, Дина Анатольевна
Ди́на Анато́льевна Кочетко́ва (род. 27 июля 1977, Москва) — советская и российская спортсменка (спортивная гимнастика).
Начала тренироваться в Московском Локомотиве , после перешла в московский ЦСКА.
Серебряный призёр Олимпийских игр (1996), двукратная чемпионка мира (1994, 1996), трёхкратный бронзовый призёр чемпионата мира (1994, 1994, 1994), трёхкратный бронзовый призёр чемпионата мира (1994, 1994, 1994), многократный серебряный призёр чемпионата Европы (1991 — юниор, 1994, 1994, 1996), многократный бронзовый призёр чемпионата Европы (1991, 1991, 1991 — юниор, 1994, 1996).

## Спортивные достижения
| Год  | Турнир           | Вид программы        | Место | Очки   | Место (квалиф.) | Очки (квалиф.) |
| ---- | ---------------- | -------------------- | ----- | ------ | --------------- | -------------- |
| 1996 | Чемпионат мира   | Бревно               | 1     | 9887   |                 |                |
| 1996 | Олимпийские игры | Многоборье           | 6     | 38980  |                 |                |
| 1996 | Олимпийские игры | Бревно               | 4     | 9737   |                 |                |
| 1996 | Олимпийские игры | Вольные упражнения   | 5     | 9800   |                 |                |
| 1996 | Олимпийские игры | Командное первенство | 2     | 388404 |                 |                |
| 1996 | Олимпийские игры | Брусья               | 5     | 9787   |                 |                |
| 1995 | Чемпионат мира   | Многоборье           | 8     | 38686  |                 |                |
| 1995 | Чемпионат мира   | Бревно               | 6     | 9725   |                 |                |
| 1995 | Чемпионат мира   | Командное первенство | 4     | 384689 |                 |                |
| 1995 | Чемпионат мира   | Брусья               | 6     | 9737   |                 |                |
| 1994 | Чемпионат мира   | Командное первенство | 3     | 194546 |                 |                |
| 1994 | Чемпионат мира   | Многоборье           | 3     | 39125  |                 |                |
| 1994 | Чемпионат мира   | Вольные упражнения   | 1     | 9850   |                 |                |
| 1994 | Чемпионат мира   | Брусья               | 3     | 9850   |                 |                |
| 1994 | Чемпионат мира   | Опорный прыжок       | 6     | 9699   |                 |                |

После 1995 поступила в институт Лесгафта в Санкт-Петербурге.

## Награды
- Медаль ордена «За заслуги перед Отечеством» II степени (6 января 1997 года) — за заслуги перед государством и высокие спортивные достижения на XXVI летних Олимпийских играх 1996 года[1]